# Чжан Боя
Чжан Боя́ (кит. трад. 張博雅, пиньинь Zhāng Bóyǎ) — Председатель Центральной избирательной комиссии Китайской Республики и основатель и Председатель Беспартийного союза солидарности.
По образованию медик и закончившая Университет Джонса Хопкинса, она работала мэром родного города Цзяи в течение трех сроков, на первом сроке она сменила свою мать Сюй Шисянь, а на последнем сроке сменила свою родную сестру Чжан Вэньин. Дочери Сюй известны как «Семья Сюй из Цзяи».
Она была министром здравоохранения и руководила национальной системой страхования здравоохранения.
При Президенте Чэнь Шуйбяне она была министром внутренних дел, а также работала губернатором одноименной Тайваньской области).
Она замужем за Цзи Чжаньнанем и у них есть сын и дочь.
При Президенте Ма Инцзю она была его старшим советником и в момент понижения его рейтинга посоветовала провести Глобальный фестиваль мира в 2010 году в Тайбэе совместно с Федерацией за всеобщий мир, неправительственной организацией с особым консультативным статусом в ООН, президентом которой она является в Тайване.